# Хигаси-Мацубара (станция)
Станция Хигаси-Мацубара (яп. 東松原駅 хигаси мацубара эки-eki) — железнодорожная станция на линиях Инокасира, расположенная в специальном районе Сэтагая, Токио. Станция была открыта 1-го августа 1933 года.

## Планировка станции
2 пути и 2 боковые платформы.
| 1 | ■ Линия Инокасира | Мэйдаймаэ ・ Эйфукутё ・ Кугаяма ・ Китидзёдзи |
| 2 | ■ Линия Инокасира | Симо-Китадзава ・ Сибуя                        |

## Близлежащие станции
| «                           |  | Линия           |  | »         |
| --------------------------- |  | --------------- |  | --------- |
| Син-Дайта                   |  | Линия Инокасира |  | Мэйдаймаэ |
| Express: не останавливается |  |                 |  |           |